# Iglesia Prioral de San Pedro
La iglesia prioral de San Pedro es una de las parroquias de la ciudad de Reus, la principal, regida por el prior y una pequeña comunidad de presbíteros. Su construcción se empezó en 1512 e inaugurada en 1569, obra del arquitecto maestro Benet Otger de Lyon. Está dedicada a San Pedro, que es el patrón de la ciudad.

## Historia
La iglesia de San Pedro de Reus aparece por primera vez en una documentación de la segunda mitad del siglo XII. Inicialmente estaba dedicada a Santa María, y estaba organizada en 1159, el mismo año en que el arzobispo Bernat Tort hizo donación de la parroquia y dominicatura episcopal de Reus en el capítulo de la catedral de Tarragona. En 1325 el papa Juan XXII desde Aviñón concedía el título de priorato y prior para la parroquia y rector de Reus, al año siguiente con otra bula señalaba el régimen y la regla que debían seguir los beneficiados de San Pedro.
Entre el 1330 y en 1331 se amplió el templo. Al inicio del siglo XV se cambió la advocación, el titular dejaría de ser Santa María para pasar a ser San Pedro.
Los jurados de la ciudad viendo las reducidas dimensiones del templo respecto a la población, acordaron en 1501 la construcción de una nueva iglesia. En 1510 se aprobó el proyecto de Domingo Garrupe, colocándose la primera piedra en 1512, finalmente las obras se terminaron en 1601. A lo largo del siglo durante el cual se construyó, tuvo varios maestros de obra, destacando el barcelonés Font y Benet Otger proveniente de Lyon, que asumió la máxima responsabilidad. La iglesia fue consagrada el 29 de junio de 1543, abriéndose provisionalmente al público. A partir del año 1561 se hace cargo de las obras Domingo Sarobé, quien acabó el campanario y el coro, el siguiente y último maestro fue Damià Pàmies.
La consagración, y su apertura al público definitiva, es del año 1569. La capilla del Santísimo comenzaría a construirse en 1694 según planos de fray José de la Concepción.
La guerra civil española provocó la destrucción de sus valiosos retablos, los restos que quedaron se conservan o bien en la propia iglesia o en el Museo de Arte e Historia de la ciudad. Además, el edificio se convirtió en mercado público. Pasado el conflicto, en 1941 se hizo una restauración importante a cargo del arquitecto César Martinell.

## Edificio

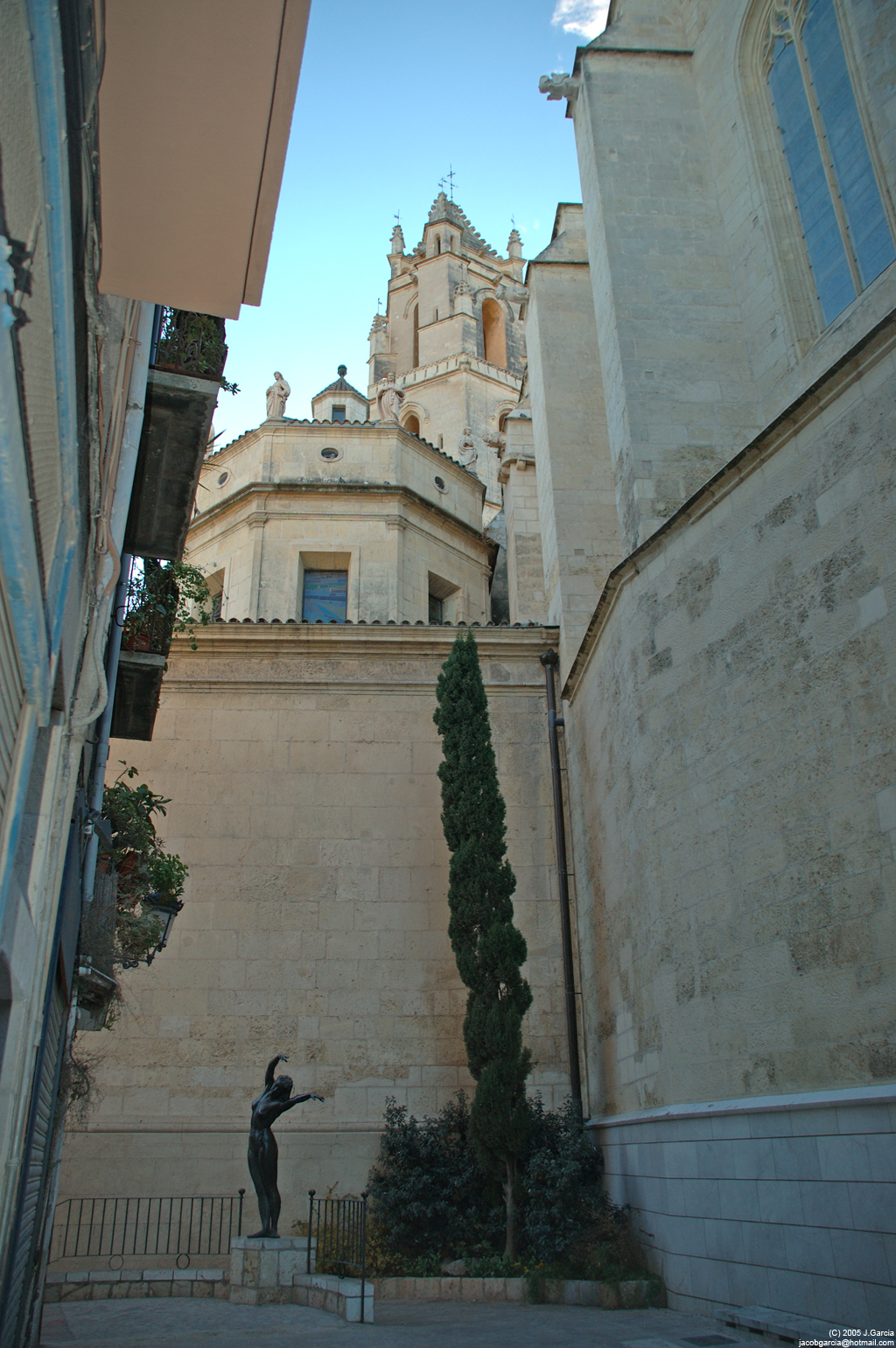
Exterior de la Prioral.

Es de estilo gótico tardío formado por una nave única de proporciones esbeltas, con seis tramos y capillas laterales entre los contrafuertes. El ábside es poligonal de siete caras y con capillas radiales, cubierto con bóveda de crucería gallonada en ocho nervios.
En los dos últimos tramos de la nave se alza el coro renacentista, sobre un arco rebajado y con una interesante balaustrada de piedra. Existen cuatro vidrieras en los muros laterales y siete en el ábside, todas ellas góticas.
La fachada principal del edificio es renacentista, dividida en dos cuerpos: el inferior se abre la puerta de acceso, con un arco de medio punto flanqueado por dos columnas jónicas sobre pedestal, con volutas laterales, dintel y frontón triangular (donde hay una hornacina con la figura de san Pedro). En el cuerpo superior se sitúa un gran rosetón, que completa la iluminación interior. 
El campanario, también de estilo gótico es obra del arquitecto maestro Benet Otger de Lyon, su construcción se finalizó en el año 1566. Está situado a los pies del edificio del templo. Es una torre elevada, con siete plantas cubiertas con bóvedas de crucería, tiene una altura de 62 metros, con planta hexagonal de doce metros de ancho, dividido en seis cuerpos y coronado con contrafuertes y pináculos pequeños, se conservan en su interior cuatro campanas, repuestas después de su destrucción durante la guerra civil española. 
El atrio de San Sebastián está abierto a la plaza del Castillo, es de estilo barroco. Tiene dos puertas con dintel flanqueadas por pilastras, con entablamento y frontón circular, donde se dibujan las insignias papales.
El presbiterio fue restaurado por Cèsar Martinell, cuando se colocó el baldaquino, formado por cuatro columnas de piedra artificial y la bóveda revestida de mosaico y en el interior un fresco alegórico. En la Prioral también está depositado el corazón del pintor Mariano Fortuny.

## Capilla del Santísimo

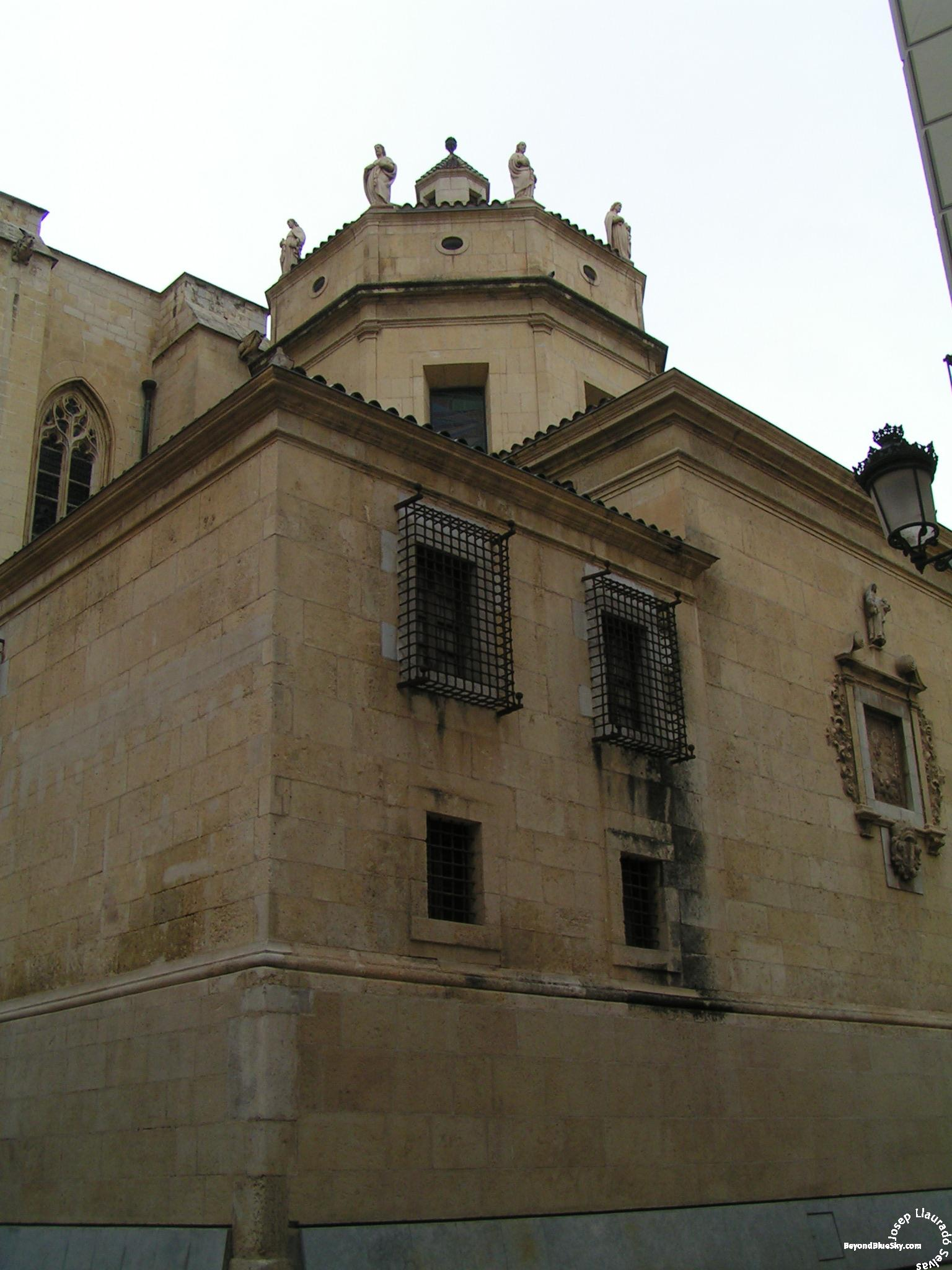
Exterior de la Capilla del Santísimo.

También llamada de los Tamarit, está situada en la parte derecha mirando al presbiterio. Financiada por el Marqués de Tamarit, es una capilla de proporciones elegantes, planta de cruz griega y esbelta cúpula hexagonal rematada con una linterna. Alberga los sepulcros de alabastro del primer marqués de Tamarit, Francesc de Montserrat, el de su hija Gertrudis (quien se encargó de la ejecución de la capilla) y de su marido, Antonio de Camporrells, todos obra de Jaume Ribot. Los sepulcros de los donantes son renacentistas, con las estatuas que los representan arrodillados, de mármol y jaspe.